# DIMM

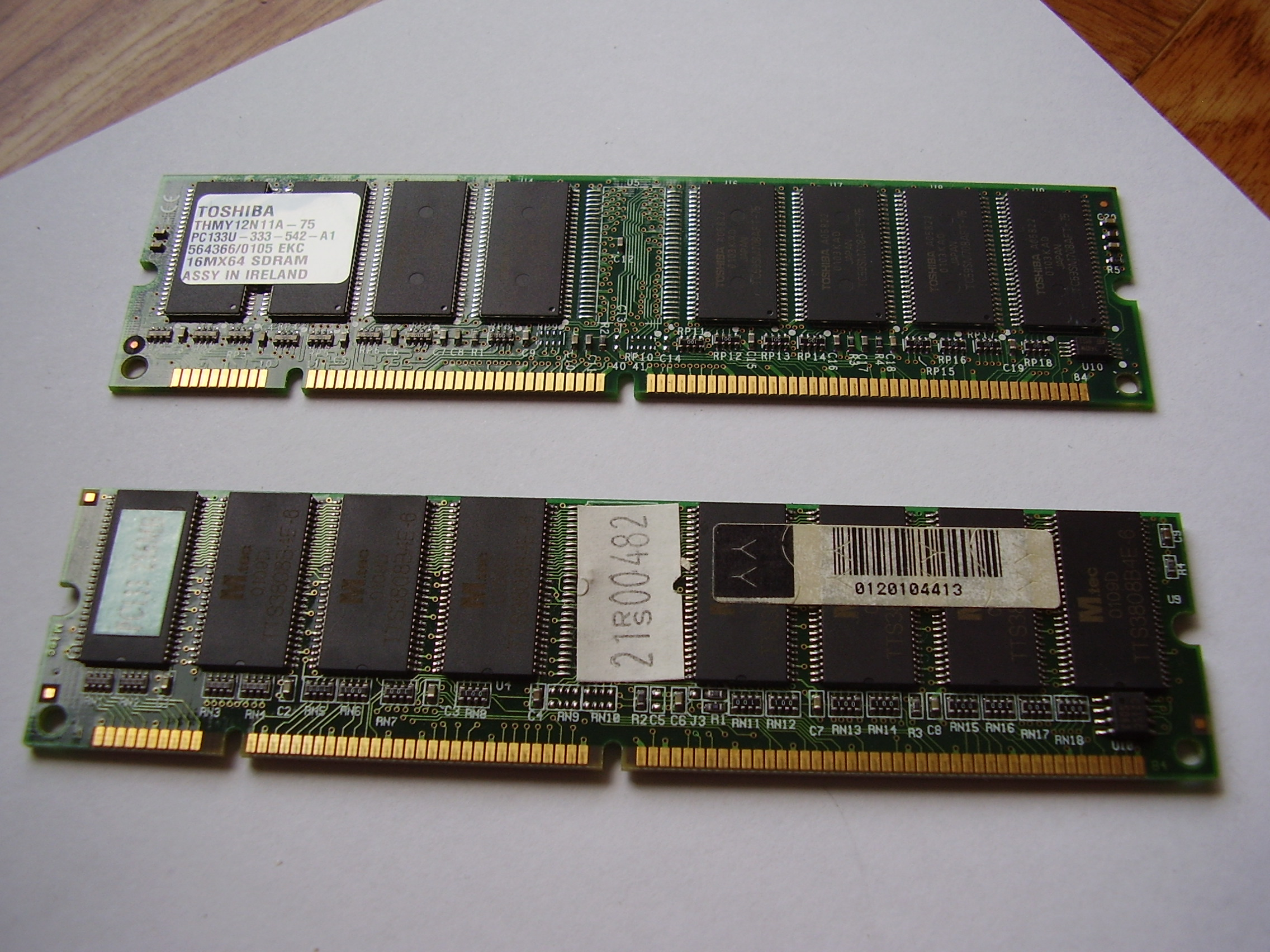
Módulos de memoria SDRAM en formato DIMM (dos módulos DIMM SDR SDRAM PC133).

Los DIMM (sigla en inglés de dual in-line memory module, traducible como «módulo de memoria de dos lineas») son, al igual que sus precedentes SIMM, módulos de memoria RAM que se conectan directamente en las ranuras de la placa base de las computadoras personales y están constituidos por pequeños circuitos impresos que contienen circuitos integrados de memoria. Los módulos DIMM son reconocibles externamente por tener cada contacto (o pin) de una de sus caras separado del opuesto de la otra, a diferencia de los SIMM en que cada contacto está unido a su opuesto. La disposición física de los DIMM duplica el número de contactos diferenciados con el bus.
Los módulos DIMM comenzaron a reemplazar a los SIMM como el tipo predominante de memoria cuando los microprocesadores Intel Pentium tomaron dominio del mercado.
Un DIMM puede comunicarse con la caché a 64 bits (y algunos a 72 bits), a diferencia de los 32 bits de los SIMM.
El hecho de que los módulos en formato DIMM sean memorias de 64 bits, explica por qué no necesitan emparejamiento. Los módulos DIMM poseen circuitos de memoria en ambos lados de la placa de circuito impresa, y poseen a la vez, 84 contactos de cada lado, lo cual suma un total de 168 contactos. Además de ser de mayores dimensiones que los módulos SIMM (130x25 mm), estos módulos poseen una segunda muesca que evita confusiones.
Cabe observar que los conectores DIMM han sido mejorados para facilitar su inserción, gracias a las palancas ubicadas a ambos lados de cada conector. 
También existen módulos más pequeños, conocidos como SO DIMM (DIMM de contorno pequeño), diseñados para computadoras portátiles. Los módulos SO DIMM solo cuentan con 144 contactos en el caso de las memorias de 64 bits, y con 77 contactos en el caso de las memorias de 32 bits.

## Especificación de los módulos DIMM
- DIMM de 168 contactos, SDR SDRAM (tipos: PC66, PC100, PC133...).
- DIMM de 184 contactos, DDR SDRAM (tipos: PC1600 (DDR-200), PC2100 (DDR-266), PC2400 (DDR-300), PC2700 (DDR-333), PC3000 (DDR-366), PC3200 (DDR-400), PC3500 (DDR-433), PC3700 (DDR-466), PC4000 (DDR-500), PC4300 (DDR-533), PC4800 (DDR-600); hasta 1 GiB por módulo).
- DIMM de 240 contactos, DDR2 SDRAM (tipos: PC2-3200 (DDR2-400), PC2-3700 (DDR2-466), PC2-4200 (DDR2-533), PC2-4800 (DDR2-600), PC2-5300 (DDR2-667), PC2-6400 (DDR2-800), PC2-8000 (DDR2-1000), PC2-8500 (DDR2-1066), PC2-9200 (DDR2-1150) y PC2-9600 (DDR2-1200); hasta 4 GiB por módulo).
- DIMM de 240 contactos, DDR3 SDRAM (tipos: PC3-6400 (DDR3-800), PC3-8500 (DDR3-1066), PC3-10.600 (DDR3-1333), PC3 12800 (DDR3-1600) PC3-13.300 (DDR3-1666), PC3-14.400 (DDR3-1800), PC3-16.000 (DDR3-2000), PC3-17.000 (DDR3-2133); hasta 16 GiB por módulo).
- DIMM de 288 contactos, DDR4 (Tipos: PC4-17000 (DDR4-2133), PC4-19200 (DDR4-2400), PC4-21300 (DDR4-2666), PC4-23400 (DDR4-2999), PC4-24000 (DDR4-3000), PC4-25600 (DDR4-3200); Hasta 64GiB por módulo), DDR5 (Hasta 256GiB por módulo)

## Organización
La mayoría de módulos DIMM se construyen usando "x4" (de 4) los chips de memoria o "x8" (de 8) con 9 chips de memoria de chips por lado. "X4" o "x8" se refieren a la anchura de datos de los chips DRAM en bits.
En el caso de los «DIMM x4», la anchura de datos por lado es de 36 bits, por lo tanto, el controlador de memoria (que requiere 72 bits) para hacer frente a las necesidades de ambas partes al mismo tiempo para leer y escribir los datos que necesita. En este caso, el módulo de doble cara es único en la clasificación.
Para los «DIMM x8», cada lado es de 72 bits de ancho, por lo que el controlador de memoria solo se refiere a un lado a la vez (el módulo de dos caras es de doble clasificación).

## Filas de los módulos
Las filas no pueden ser accedidas simultáneamente como si compartieran el mismo camino de datos. El diseño físico de los chips
[DRAM] en un módulo DIMM no hace referencia necesariamente al número de filas.
Las DIMM frecuentemente son referenciadas como de "un lado" o de "doble lado", refiriéndose a la ubicación de los chips de memoria que están en uno o en ambos lados del chip DIMM. Estos términos pueden causar confusión ya que no se refieren necesariamente a cómo están organizados lógicamente los chips DIMM o a qué formas hay de acceder a ellos.
Por ejemplo, en un chip DIMM de una fila que tiene 64 bits de datos de entrada/salida, solo hay conjunto de chips [DRAM] que se activan para leer o recibir una escritura en los 64 bits. En la mayoría de sistemas electrónicos, los controladores de memoria son diseñados para acceder a todo el bus de datos del módulo de memoria.
En un chip DIMM de 64 bits hecho con dos filas, debe haber dos conjuntos de chips DRAM que puedan ser accedidos en tiempos diferentes. Solo una de las filas puede ser accedida en un instante de tiempo desde que los bits de datos de los DRAM son enlazados para dos cargas en el DIMM.
Las filas son accedidas mediante señales «chip select» (CS). Por lo tanto para un módulo de dos filas, las dos DRAM con los bits de datos entrelazados pueden ser accedidas mediante una señal CS por DRAM.

## Tipos de Módulos DIMM
Los Módulos DIMM se pueden ser de dos tipos según su uso:
- Consumidores:
  - DIMM: es el módulo que se utiliza en el caso de los ordenadores de sobremesa normales torres o slim.
  - UDIMM: Una versión de DIMM pero sin búfer. (Significado: DIMM sin búfer, en inglés "Unbuffered DIMM")
  - SO-DIMM: es el módulo usado en los Portátiles con RAM apliable y en los MiniPCs que usan un procesador de portátil. Tiene una versión Soldada usado en teléfonos móviles y en portátiles Ultrabook llamada LPDDR. (Significado: DIMM con pequeño contorno, en inglés, "Small Outline DIMM")
- Servidores:
  - RDIMM: Una versión de DIMM que tiene un registro entre el controlador de memoria del sistema y los módulos RAM[1](Significado: DIMM Registrada, en inglés, "Registered DIMM")